# Херувимська пісня

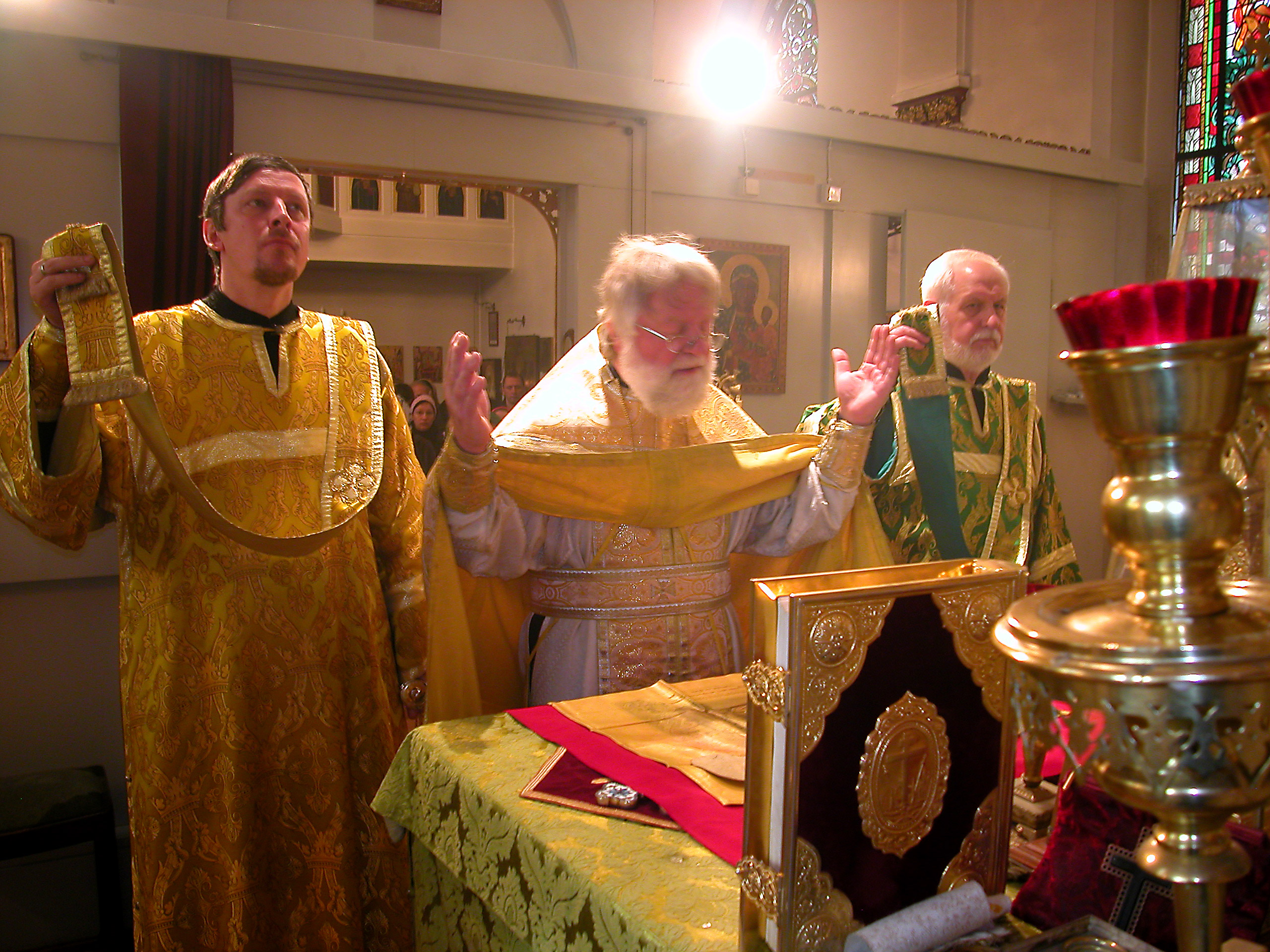
Православні священник і диякон за співами «Херувимської пісні» на початку Великого Входу. Церква Покрови, Дюссельдорф, Німеччина

Херуви́мська пі́сня (церк.-слов. херȣвимскаѧ пѣснь, грец. Χερουβικός Ύμνος) — пісня, яку співають у церквах візантійського обряду під час Літургії Іоанна Златоустого та Василія Великого (окрім днів Великого четверга й Великої суботи). Складена та впроваджена у вжиток у VI ст. у Візантії.

## На Літургії
Ця пісня-молитва заснована на видіннях пророків Ісаї та Єзекіїля, які бачили служіння Богу небесних сил — херувимів. «Херувимську пісню» співають під час здійснення Великого входу, коли Святі Дари переносять з Жертовника на Престол. Вона є начебто переходом від літургії Слова до літургії Жертви. Херувимська пісня складається з двох частин. Першу частину співають до Великого входу, другу — після нього. Розділені частини інтерполяцією поминань під час перенесення дарів. 

## Грецький текст
Οἱ τὰ Χερουβεὶμ μυστικῶς εικονίζοντες, 
 καὶ τῇ Ζωοποιῷ Τριάδι τὸν Τρισάγιον ὕμνον προσᾴδοντες, 
 πᾶσαν τὴν βιωτικὴν ἀποθώμεθα μέριμναν, 
 ὠς τὸν βασιλέα τῶν ὃλων ὑποδεξόμενοι, 
 ταῖς ἀγγελικαῖς ἀοράτως δορυφορούμενον τάξεσιν.
 Ἀλληλούϊα, ἀλληλούϊα, ἀλληλούϊα

## Церковнослов'янський текст

### Сучасний церковнослов'янський варіант
И҆̀же херꙋві́мы та́йнѡ ѡ҆бразꙋ́юще,
и҆ животворѧ́щей трⷪ҇цѣ трист҃ꙋ́ю пѣ́снь припѣва́юще,
всѧ́кое ны́нѣ жите́йское ѿложи́мъ попече́нїе. 
Ꙗ҆́кѡ да цр҃ѧ̀ всѣ́хъ под̾и́мемъ,
 а҆́гг҃льскими неви́димѡ дорѷноси́ма чи́нми.
 А҆ллилꙋ́їа, а҆ллилꙋ́їа, а҆ллилꙋ́їа.

### Старообрядський варіант
И҆́же херꙋви́ми та́йнѡ ѡ҆бразѹ́юще,
  живᲂтворѧ́щѣй трⷪ҇цѣ трист҃ѹ́ю пѣ́снь приносѧ́ще,
 всѧ́кꙋ нн҃ѣ жите́йскꙋю ѿве́ржемъ печа́ль,
 ꙗ҆́кѡ цр҃ѧ всѣ́х̾ поⷣє́млюще,
 а҆́нг҃льскими неви́димо дарᲂноси́ма чи́н̾ми. 
 А҆ллилѹ́їа.

## Переклади українською мовою

### Загальні зауваження
Існує багато перекладів «Херувимської пісні» українською мовою. Деякі з них прагнуть точніше передати глибокий смисл пісні, інші є поетичними перекладами. Буквальний переклад тексту:
«Ми, що Херувимів таємно собою являємо,
 і Животворчій Трійці Трисвяту пісню співаємо,
 — відкладімо нині всякі життєві піклування.
 Піднімімо ж ми Царя всіх,
 Якого в славі несуть ангельські чини невидимо.
 Алілуя».
Головною складністю при перекладі є слово подъимемъ (грец. ὑποδεξόμενοι). У грецькій мові слово ὑποδεξόμαι мало, окрім значення «підіймаю», ще також «приймаю». У «Пісні» слово вжите саме в цьому значенні: бо вона закликає прийняти Христа, готуючи вірян до Причастя.
Друга трудність — передання грец. Χερουβεὶμ слов'янським «херувимы», який можна помилково прийняти за називний відмінок, проте це слово вжите у значенні знахідного відмінка (тобто «херувимів»).
Нарешті, ще одна складність — слово дориносима. Грецьке δορυφορούμενον буквально значить «кого носять на списах». Це нагадує нам про стародавній звичай військового тріумфу — підіймати на щиті, покладеного на держаки списів, полководця-тріумфатора. У церковному значенні це слово зображує величний і таємничий похід Сина Божого, якого супроводжують воїнства Небесних Сил. Цей образ повторюється і за літургією: священики супроводжують Святі Дари на дискосах, держачи у руках хрести та перехрещені копія (літургійні списи). У старообрядському варіанті замість «дориносима» стоїть «дароносима» — внаслідок тлумачення δορυφορούμενον як похідного не від δόρυ («спис», «спис-дорі»), а від δῶρα («дари»), від чого смисл змінюється. Отже, Цар зветься не «списонесенним», а «тим, кому приносять дари».
З огляду на все, точніший переклад має бути таким:
«Ми, таємниче собою зображаємо Херувимів
 і співаючи трисвяту пісню Трійці,
 що дає нам життя, відкладімо тепер всі турботи,
 щоб нам прийняти Царя всіх,
 Якого невидимо носять та прославляють ангельські сили.
 Слава Господу!».

### Варіанти перекладів
Нижче наведені дев'ять версій поетичного перекладу «Херувимської пісні» української мовою, запропонованих архієпископом Іонафаном (Єлецьких).
Версія 1
Ми (всі), образ херувимів в Тайні цій являючи

І животворчій Трійці трисвяту(ю) пісню з ними співаючи,

Всякі нині життєві відкладемо піклування (хвилювання),

Щоб нам супроводити Царя всього Світу

З ангельськими, незримими, дориносимо, чиньми. Алилуя
Версія 2
Ми (всі), образ херувимів в Тайні цій являючи

І животворчій Трійці трисвяту(ю)піснь з ними співаючи,

Всякі нині життєві відкладемо піклування (хвилювання),

Щоб нам супроводити Царя всього Світу,

Що іде до нас невидимо

У сонмі (колі) ангельських чинів (воїнств). Алилуя.
Версія 3
Ми (всі), образ херувимів в Тайні цій являючи

І животворчій Трійці трисвяту(ю)піснь з ними співаючи,

Всякі нині життєві відкладемо піклування (хвилювання),

Щоб нам супроводити Царя всього Світу,

З ангельськими, незримими і нездоланними чиньми. Алилуя.
Версія 4
Ми (всі), образ херувимів в Тайні цій являючи

І животворчій Трійці трисвяту(ю) пісню з ними співаючи,

Всякі нині життєві відкладемо піклування (хвилювання),

Щоб списоносимого Царя всіх прийняти (під'яти, зустріти)

Щоб нам супроводити Царя всього Світу

Що іде до нас невидимо у сонмі (колі) ангельських чинів. Алилуя.
Версія 5
Ми, що образ херувимів в Тайні цій являємо

І животворчій Трійці трисвяту(ю) піснь з ними співаємо,

Всякі нині життєві відкладемо піклування (хвилювання),

Щоби списоносно Царя всіх підняти (прийняти)

З ангельськими, незримими (невидимими)

І нездоланними чиньми. Алилуя.
Версія 6
Ми, що образ херувимів в Тайні цій являємо

І животворчій Трійці трисвяту(ю) пісню з ними співаємо,

Всякі нині життєві відкладемо піклування (хвилювання),

Щоб нам супроводити Царя всього Світу,

Коєго несуть невидимо всі ангельські(ї) чини (воїнства). Алилуя.
Версія 7
Ми (всі), образ херувимів в Тайні цій являючи

І животворчій Трійці трисвяту(ю) пісню з ними співаючи,

Всякі нині життєві відкладемо піклування (хвилювання),

Щоби нам прийняти Царя всього Світу

З ангельськими, незримими (невидимими)

І списоносними чиньми. Алилуя.
Версія 8
Ми, що образ херувимів в Тайні цій являємо

І животворчій Трійці трисвяту(ю) піснь з ними співаємо,

Всякі нині життєві відкладемо піклування (хвилювання),

Щоб і нам Царя всіх на щит підняти

З ангельськими, невидимо, на списах носимого, чиньми. Алилуя.
Версія 9
Ми, що образ херувимів в Тайні цій являємо

І животворчій Трійці трисвяту(ю) пісню з ними співаємо,

Забудьмо нині всі життєві хвилювання,

Щоби нам Царя всіх у Славі зустріти

Зі списоносним воїнством всіх ангелів незримих. Алилуя
Цими варіантами не вичерпуються можливості переладу. Деякі джерела наводять до 20 україномовних версій «Пісні».

## Переклади іншими мовами

### Румунський текст
Noi care pre heruvimi cu taină închipuim,
Și făcătoarei de viață Treimi întreit-sfântă cântare aducem,
Toată grija lumească să o lepădăm
Ca pe Împăratul tuturor să primim,
Pe Cel înconjurat în chip nevăzut de cetele îngerești.
Aliluia, aliluia, aliluia.

### Грузинський текст
რომელნი ქერუბიმთა საიდუმლოდ ვემსგავსენით, და ცხოველსმყოფელსა სამებასა,
სამწმიდა არსობისა გალობასა შევსწირავთ,
ყოველივე მსოფლიო დაუტევოთ ზრუნვა,
და ვითარცა მეუფისა ყოველთასა,
შემწყნარებელსა ანგელოსთაებრ უხილავად, ძღვნის შემწირველთა წესთასა,
ალილუია, ალილუია, ალილუია

### Корейський текст
우리가 헤루빔을 신비로이 모본하여
생명을 주시는 삼위께 삼성송을 찬송하며
세상의 온갖 걱정을 이제 물리칠지어다.
천사단에 에워싸여 보이지 않는 호위를 받으시는
만유의 왕을 영접하기 위함이니라.
알릴루이야. 알릴루이야. 알릴루이야.

## Вхідний піснеспів Великого Четверга
Під час Літургії на Великий Четвер замість «Херувимської пісні» співають :
Вечери твоея тайныя днесь, Сыне Божїй, причастника мѧ приими: не бо врагомъ твоимъ тайну повѣмъ, ни лобзанїѧ ти дамъ, іако Іуда, но іако разбойникъ исповѣдаю тѧ: помѧни мѧ, Господи, єгда приидеши во царствїи твоемъ; аллилуиа, аллилуиа, аллилуиа.
Українські переклади:
«Вечері Твоєї Тайної, днесь, Сину Божий, причасником мене прийми, бо ворогам Твоїм тайни не видам і лобзання Тобі не дам, яко Іуда, але, яко розбійник, відкрию віру мою: „Пом'яни мене, Господи, у Царстві Твоєму“. Алилуя!»;
«Вечері Твоєї Тайної, сьогодні, Сину Божий, мене причасником прийми, бо ворогам Твоїм тайни не видам і поцілунку Тобі не дам, як Іуда, але, як розбійник, відкрию віру мою: „Пом'яни мене, Господи, у Царстві Твоєму“. Алилуя!».

## Вхідний піснеспів Великої Суботи
Під час Літургії Василія Великого з вечірнею, якою розпочинається пасхальний цикл богослужінь, співають :

### Грецький текст
Σιγησάτω πᾶσα σάρξ βροτεία,

καὶ στήτω μετὰ φόβου καὶ τρόμου,

καὶ μηδὲν γήϊνον ἐν ἑαυτῇ λογιζέσθω·

ὁ γὰρ Βασιλευς τῶν βασιλευόντων,

καὶ Κύριος τῶν κυριευόντων,

προσέρχεται σφαγιασθῆναι,

καὶ δοθῆναι εἰς βρῶσιν τοῖς πιστοῖς·
προηγοῦνται δὲ τούτου,

οἱ χοροὶ τῶν Ἀγγέλων,

μετὰ πάσης ἀρχῆς καὶ ἐξουσίας,

τὰ πολυόμματα Χερουβίμ,

καὶ τὰ ἑξαπτέρυγα Σεραφίμ,

τὰς ὄψεις καλύπτοντα,

καὶ βοῶντα τὸν ὕμνον·

Ἀλληλούϊα, Ἀλληλούϊα, Ἀλληλούϊα.

### Церковнослов'янський текст
Да молчитъ всѧкая плоть человѣча,
и да стоитъ со страхомъ и трепетомъ,
и ничтоже земное въ себѣ да помышляетъ:
Царь бо царствующихъ,
и Господь господствующихъ,
приходитъ заклатися
и датися въ снѣдь вѣрнымъ.
Предходѧтъ же Сему лицы Ангельстїи
со всѧкимъ Началомъ и Властїю,
многоочитїи Херувими,
и шестокрилатїи Серафими,
лица закрывающе, и вопиюще пѣснь:
аллилуиа, аллилуиа, аллилуиа.

### Український текст
Хай мовчить всяка плоть чоловіча
і хай стоїть у страсі із трепетом,
і про земне ніщо не помишляє:
 Цар бо царюючих і Господь володарюючих
приходить заклатися
 і віддатися в снідь вірним.
Перед Ним ідуть чини Ангельські,
і всі Начала і Власті,
багатоокі Херувими та шестикрилі Серафими,
лиця закриваючи і пісню співаючи:
«Алилуя».

## Музика до «Херувимської пісні»
«Пісню» можуть співати на різні мотиви. Свою музику до неї писали не тільки релігійні діячі, але й світські композитори. Серед авторів музики Д. С. Бортнянський, прот. Кирило Стеценко, О. А. Кошиць, свящ. Сидір Воробкевич, свящ. Михайло Вербицький, А. Л. Ведель, П. І. Чайковський та багато інших.